# Nel corpo di Napoli
Nel corpo di Napoli è un romanzo di Giuseppe Montesano, pubblicato nel 1999. Nello stesso anno, il libro ha vinto il Premio Napoli ed è stato finalista al Premio Strega..
È stato tradotto in francese e inglese.

## Trama
Tommaso e Landrò sono due giovani decisi a perseguire una forma di conoscenza totale. Così, volendo armonizzare tutto il sapere umanistico e scientifico, a quasi trent'anni sono privi di laurea e in perenne conflitto con i genitori, scontenti e preoccupati per l'ostinazione dei due a rifiutare qualsiasi lavoro e a riempirsi la testa di astrusità.
Quando conoscono Gala, giovane psichiatra benestante, entrambi litigano con lei perché sostengono di rifarsi alla vita di Nietzche, mentre la donna è patita di Heinrich von Kleist, di cui invoca ogni momento il nome. Ma sono i due amici a separarsi temporaneamente e Gala mantiene rapporti con ciascuno dei due. Finché Tommaso tenta di convincerla a sposare Landrò, solo per scoprire che Landrò l'aveva consigliata di sposare Tommaso. Gala fugge urlando il nome di Kleist e non li rivedrà più.
Tornati all'ozio abituale, vengono a sapere che un prete, don Sossio Sesamo, può accoglierli come discepoli e renderli partecipi di una conoscenza superiore. Vanno da lui il 31 dicembre, accompagnati da Ciro Morvo, loro amico, ma quando don Sossio espone i suoi piani, essi scoprono che il sapere di questi è: trovare lavoro, obbedire alla Chiesa, formare un partito politico e praticare molto sport. Il prete li trascina in una sua palestra dove si allenano gli SS (Salutisti per la Salvezza), un gruppo da lui fondato per tenere in riga gli scioperati. Sentendosi minacciati, gli amici tentano di fuggire e ci riescono solo dopo che Ciro ha scaricato la sua rivoltella. Convinti di aver ucciso don Sossio, si separano per nascondersi.
Il 1º gennaio, Tommaso si presenta in casa di 'O Tolomeo, un imprenditore e capofamiglia con una tribù sempre in fermento. I fratelli di 'O Tolomeo passano il tempo a dormire e mangiare, poi a picchiarsi, quindi ad angariare Hans, giovane fratello della moglie di Tolomeo, la quale a sua volta non fa che sbraitare. Viene servito un pranzo sovrabbondante e caotico, perché Tolomeo vuole tutto in tavola, senza ordine, e si arrabbia perché non ci sono le paste. 'O Tolomeo accoglie Tommaso con premura, ma dopo poco attacca con la solfa che bisogna lavorare, che lui lavora, che solo lui sa la verità su tutto, sempre litigando, picchiando i fratelli e beccandosi con la moglie. Nei mesi successivi Tommaso andrà con Tolomeo a visitare tutti i cantieri che costui ha nella cintura urbana di Napoli.
Un giorno Tolomeo porta Tommaso e un certo Maestro a vedere uno scavo segreto. In un sito archeologico abbandonato, egli ha progettato un gigantesco cimitero sotterraneo, al di sopra del quale metterebbe una zona residenziale con tutti i servizi e le infrastrutture. I felici residenti non farebbero che scendere nel sottosuolo per trovare i loro defunti, in monumenti fantasiosi, a loro capriccio. La zona verrebbe chiamata la Tolomea. Già Tolomeo sta sperimentando in vari luoghi innovative soluzioni per l'inumazione delle salme, e ha realizzato qualche piano molto ardito. Ma poco dopo l'ingegnere capo dei cantieri li avvisa di un guaio: avendo Tolomeo inserito salme in un lago, da vedersi come in un acquario, i contenitori hanno ceduto ed ora è in pericolo un allevamento di pesci. Stavolta è Tolomeo che scappa in Germania e Tommaso decide di tornare a casa.
La vita in famiglia è infernale: la sorella Lillina e il convivente Alfonso Tautò si sono presi la camera del giovane; si sta ampliando abusivamente la casa per il matrimonio di Lillina; Tommaso è sbattuto nello sgabuzzino e più tardi in cantina; i genitori non smettono di lagnarsi di lui e magnificare le virtù di Tautò. Per fortuna, arriva Landrò con Ciro e propone di andare a conoscere un esoterista, tale Fulcaniello. Sposato a una donna obesa, Zizzì (pretende sia Zinaida Gippius in incognito), Fulcaniello sostiene che nel sottosuolo ci sia il segreto alchemico del Principe di San Severo, con il quale diverrebbero ricchissimi. Perciò si organizza la discesa con un carrettino per trasportare Zizzì e alcuni thermos per sfamarla, altrimenti le sue doti di medium vengono meno.
La discesa avviene da una chiesa abbandonata. Raggiunto molto faticosamente il sottosuolo, la compagnia scopre che la mappa di Fulcaniello non si orienta correttamente e, nel frattempo, i corridoi si allagano. Con il massimo sforzo tutti imboccano una scala per ritornare indietro, ma finiscono nella palestra di don Sossio, da cui devono evadere lottando contro i Salutisti. Riconquistata la sicurezza, tutti si separano, ma Ciro Morvo, d'ora in poi, non vorrà più partecipare alle imprese di Landrò e si metterà a fare concorsi per lavorare.
Il ritorno, per Tommaso, è sempre più amaro: ora anche i genitori sono relegati nello scantinato. A salvarlo è la notizia che il padre di Landrò è morto improvvisamente: la villa Landrò è libera! Arriva la sorella di Landrò, Arcana, con l'amica Stella, quindi arrivano Zizzì e Fulcaniello. L'esoterista ha riprovato a scendere da solo nei sotterranei di Napoli ed è uscito come un bambino, piccolo e giocoso. Zizzì è dimagrita, gli fa da madre e pare abbia perso le facoltà medianiche. Landrò la assume come cuoca, sebbene abbia già una persona di servizio, la Polacca. Inoltre, già prima che il padre morisse, Landrò si era unito a Regina, ragazza che vuole sposare, dopo averle riempito la testa di letteratura, filosofia e fantasticherie.
La compagnia si dà a una vita dissipata, finché, allo scadere di sei mesi, vengono notificate le volontà del padre dei Landrò: poiché i suoi figli non si ravvedono, egli ha donato i suoi beni al gruppo di don Sossio e a un'associazione femminile analoga. Nel tentativo di impugnare il testamento, Landrò si rivolge a un luminare, mentre Arcana è convinta che non la spunteranno. Tolomeo arriva nelle vesti di salvatore, portandoli a vivere in un parco privato e concedendo un prestito. Ma nel parco la banda (che si è accresciuta da due sorelle, Elena e Emma) incontra l'ostilità dei vicini, a causa del vivere sregolato di tutti; Fulcaniello è preso per uno jettatore e i vicini insegnano ai loro figli a fargli angherie di ogni genere. Soffocati da debiti, vandalismi e querele, poiché persino Tolomeo rivuole quel che ha prestato, molti amici tagliano l'angolo e Landrò convince Tommaso a incendiare la villa Landrò con la palestra di don Sossio e altri luoghi per lui maledetti.
Ma il fuoco e la vendetta restano nei sogni di Tommaso. Le disgrazie hanno portato Arcana e le ragazze ad aprire un locale e si sono sistemate. Fulcaniello è misteriosamente scomparso e Zìzzì viene ricoverata in una casa di salute. Landrò deve sposare Regina (incinta) ed è stato posto sotto la tutela di don Sossio, in cambio di lavoro e buone rendite dall'eredità. Relegato nella sua casa, Tommaso riceve l'offerta da Tautò di rinunciare alla sua parte di proprietà in cambio di una sommetta. Accetta e, dopo qualche altro sogno inutile, se ne va per sempre.

## Personaggi
- Tommaso: narra in prima persona la storia. Ha quasi trent'anni, non si è laureato, rifiuta di lavorare.
- Famiglia di Tommaso: la mamma (parla sempre), il papà (non parla, sta perennemente davanti al televisore), sono pensionati; Lillina, la sorella minore e Alfonso Tauto', il suo fidanzato convivente, sempre portato ad esempio allo scioperato Tommaso.
- Landrò: coetaneo di Tommaso, di famiglia ricca, attende di ereditare dal padre e intanto farnetica continuamente di Nietzche, Baudelaire, Rimbaud e di una conoscenza suprema.
- Landrò padre: in attesa di un ravvedimento del figlio; sarà anche chiamato il vecchio Karamazov.
- Gala: giovane psichiatra, amica di Tommaso e Landrò. Si dichiara innamorata di Heinrich von Kleist.
- Don Sossio Sesamo: prete che ha fondato l'associazione dei Fratelli d'Italia e le SS (salutisti per la salvezza); si rifà a posizioni ecclesiastiche precedenti al Concilio Vaticano II.
- Tolomeo (o'): quarant'anni, titolare di una ditta di monumenti funerari; cita gli stessi autori di Landrò per contraddirlo; scrive un romanzo ma è sempre in moto per arricchirsi e allargare i suoi affari, fino a diventare l'ingegnere Tolomeo.
- Zaccariello: 25 anni, fratello minore di 'O Tolomeo, lavora ai suoi ordini; capace di mangiare e bere a livelli pantagruelici, si trasformerà in avvocato Zaccariello Tolomeo (significa che ha dato un solo esame in cinque anni).
- Il Baronetto: ultimo fratello di 'O Tolomeo, sempre in lite con Zaccariello di cui emula le imprese nel mangiare e bere.
- Elsa: detta la tedesca, ricca moglie di Tolomeo; ha con sé un fratello di 17 anni, Hans, tutto poeti tedeschi e nessuna propensione al lavoro.
- Ciro Morvo: amico di Landrò, lo accompagna per molte imprese; minaccia continuamente di ammazzare qualcuno e ha una pistola.
- Fulcaniello: esoterista, cerca un centro di potere nelle fogne di Napoli.
- Zizzì: Pasqualina Pozzi, popolana, moglie di Fulcaniello, dotata di virtù medianiche, mangia smodatamente; il marito pretende che lei sia in realtà Zinaida Nikolaevna Gippius, da cui il soprannome; di solito evoca il trio Blok, Andrej Belyj e Ljuba Mendeleeva (che parlano rigorosamente in napoletano).
- Regina: fanciulla molto giovane, scelta da Landrò per sposarla; nel frattempo lui la tiranneggia facendole leggere libri pesantissimi.
- Arcana: sorella minore di Landrò (18 anni); in apparenza ribelle e spregiudicata, molto attenta al concreto.
- Stella: amica e coetanea di Arcana.
- Elena: altra amica di Arcana e Stella.
- Emma: sorella di Elena.
- La Polacca: donna di servizio in casa Landrò.
- Il Maestro: dapprima al seguito di Tolomeo, ricompare come ex insegnante di Arcana e Stella, cacciato dal loro collegio privato, in quanto sobillatore.

## Edizioni
- Giuseppe Montesano, Nel corpo di Napoli, Mondadori, Milano 1999
- Giuseppe Montesano, Nel corpo di Napoli, prefazione di Goffredo Fofi, UTET, Torino 2007